# Јакоб Јорданс
Jaкoб Јорданс или Жак Јорданс (холандски: Jacob Jordaens, Jaques Jordaens ; Антверпен, 19. мај 1593. ─ Антверпен, 18. октобар 1678) био је фламански барокни сликар антверпенске школе. Сликао је велика историјска платна, жанр сцене, пејзаже и портрете. Такође је радио на изради таписерија. Уз Питера Паула Рубенса и Антониса ван Дајка, сматра се за најважнијег сликара Фландрије.

## Биографија
Јакоб Јорданс је рођен у Антверпену 19. Маја 1593. у породици средње класе. Имао је десеторо браће и сестара. Родитељи су му били Јакоб Јорданс Старији, трговац и Барбара ван Волсхатен. Породица је живела у Хохстрату бр. 13, где се налазила и њихова продавница постељине Рај. Не зна се много о Јордансовом школовању, али се претпоставља да је стекао уобичајено образовање за свој сталеж, с обзиром на то да је имао читак рукопис, говорио француски језик и знао митологију. Притом је темељно познавао Библију, што је видљиво из тема многих његових слика.
Као и Петер Паул Рубенс, Хендрик ван Бален и Себастијан Вранкс, Јорданс се обучавао у атељеу Адама ван Норта. Постао је Нортов ученик са четрнаест година и живео у његовој породичној кући као шегрт осам година. После овог периода постаје слободни мајстор и прикључује се еснафу Светог Луке као акварелиста 1615. године. Ова техника се у седамнаестом веку користила за израду скица таписерија (такозваних картона). Наредне године се венчао Адамовом најстаријом ћерком, Аном Катарином ван Норт. Заједно су купили 1618. године кућу у Рејндеровој улици бр. 4, са излазом на Хохстрат (поред куће Велика златна кацига). Са Аном Катарином је имао троје деце: Елизабету, Јакоба и Ану Катарину. Син Јакоб Јорданс Други је, као и отац, био сликар и касније отишао у Данску.
За разлику од Ван Дејка и Рубенса, Јорданс никад није био дворски сликар. Поруџбине је углавном добијао од богатог грађанства и духовних вођа. После смрти Рубенса 1640. и Ван Дајка 1641. Јорданс постаје најважнији aнтверпенски сликар. Стога добија наредних година све више (племићких) поруџбина из иностранства. У периоду 1639-1640. доставља Јорданс по поруџбини Чарлса I, осам (од 22 поручене) слика о историји психе у Краљичин дом у Гриничу. Јoрданс добија поруџбину од Кристине Шведске 21. априла 1648. за израду 35 плафонских слика за двор у Упсали (не зна се да ли је овај задатак извршио). Године 1645. му Амалија ван Солмс задаје да наслика дела за краљевску резиденцију. Новостечена популарност је имала и негативне последице: серијска продукција слика је довела до губитка квалитета дела и рада у атељеу. Клијент Мартинус ван Лангеховен га је 25 августа 1648. оптужио да му је продао дело које он није осликао, али су, према Јордансу, дело израђивали и сликари у атељеу, али га је и он лично завршио.
Изузев неколико путовања унутар Северног Низоземља(укључујући и Амстердам), Јордансов читав живот и рад су се одвијали у Антверпену. До око 1650. је тајно био калвиниста, а након што је открио своју веру, оптужен је за јерес и морао је да плати новчану казну. Захваљујући свом сликарском статусу, његову вероисповест су толерисали, а чак је и добијао поруџбине од католика.
Јорданс је био вешт сликар, продуктиван и у старости. После смрти Ховерта Флинка 1660. су Јорданс, Јан Ливенс, Јуриан Овенс, Јакоб ван Рајсдал и Рембрант од браће Корнелиса и Андриса де Храфа добили поруџбине за неколико слика за декорацију градске куће у Амстердаму.
Јакоб Јорданс је умро 18. октобра 1678. са 85 година од грипа. Његова ћерка, која га је неговала, умрла је неколико сати касније. Обоје су сахрањени у Путеу у Северном Брабанту. У овом селу су сахрањивали многе протестанте у то време, јер се налазило на граници краљевства Низоземске републике, па је имало протестантску цркву.

### Утицај
У 19. веку, после независности Белгије (1830) расте интересовање за Јакоба Јорданса као народног сликара у националистичким редовима, првенствено захваљујући његовим жанр сценама. Идеје филозофа Иполита Тена (1828-1839) да је уметност исказивање расе, околине и тренутка, надовезивале су се на слику Јорданса као фламанског сликара, који је, приказивањем ситуација из свакодневног живота Јужног Низоземља у седамнаестом веку, допринео изградњи белгијског идентитета. Ово дивљење Јордансу је довело, између осталог, до подизања споменика (дизајн Жеф Ламбо, 1877), на месту где се некад налазила гробље протестантске цркве у Путеу. У постоље споменика су уметнуте очуване надгробне плоче Јорданса, као и његових ученика Гијома де Папеа и Адријана ван Сталбемта.

## Дела
Јорданс је био свестран уметник. Бавио се разним жанровима уметности и за живота је произвео разноврсна дела. Стил му је приметно еволуирао у току каријере, коју је започео под утицајем Рубенса, чији утицај остаје заувек видљив. Сви фламански сликари су остали у Рубенсовој сенци: сликали су под његовим утицајем, док је њихов успех због његове славе трпео. До 1618. је утицај маниризма видљив у раду Јорданса, а притом је сликар ступио у додир са Абрахамом Јансенсом, чије се дело Скалдис и Антверпија може видети у градској кући у Антверпену. Монументалне фигуре у првом плану су присутне у његовим делима.
После првобитног сликања под Рубенсовим утицајем, Јорданс развија свој стил у периоду 1619-1627. Одликује га монументални реализам, добро промишљена и савладана изградња композиције и рафинирана употреба боја. Дела из овог периода су:
- Алегорија плодности
- Четворица еванђелиста
- Портрет сликареве породице

Јордансов позни стил (из периода после 1628) развија се под утицајем Веронезеа и Федерика Барочија. Јорданс слика народске обичаје, раскалашност и Богојављење. У овој фази настаје највише жанр сцена. Фигуре су грубље насликане, а подједнако успешна дела слика нешто тамнијим нијансама боја од Рубенс. Дела из овог периода:
- Мученичка смрт Свете Аполоније (1628), Олтар за августинијански манастир у Антверпену

Од 1630. до 1670. прави скице за седам серија таписерија
- Краљ пије
- Како су стари певали

Од 1641, после смрти Рубенса и Ван Дајка опада квалитет Јордансових слика. Фигуре нису више монументалне и нагласак се премешта на позадину. Боје постају монотоне и у породици земљаних. Композиције су често препуне људским фигурама. Дела из ове фазе:
- Тријумф принца Фредерика Хендрика, у сали Орање у краљевској резиденцији у Хагу.

### Краљ пије
Слика Краљ пије изузетно је експресивна и реалистична. Детаљи су дорађени акварел техником и финим потезима оловке. Јорданс овде користи контраст светло-тамно. Видљива је игра боја и сенки. Композиција слике није симетрична, али су дефинисане линије праваца, највише дијагоналних, помоћу којих се наглашава динамика у слици. Јорданс усмерава пажњу на краља, који је у средини платна.
Јорданс овом сликом ставља нагласак на народ, чије фиугре дају утисак да је све раскошно и лежерно. На слици се види краљ како једе и пије уз мноштво људи око себе, с којима дели радост и ужитак. Краљ дели са својим народом и не понаша се као да је изнад њега. На слици их доживљава као једнаке. Назив Краљ пије може се схватити као да краљ пије у здравље свог народа.
Такође, на овој слици је приказана прослава Богојављења игром краља, која се изводила у неколико играча. Извлачењем папира се одређивала улога сваког учесника. Током игре се много пило и јело, а краљ је плаћао пиће – пиво, вино или јеневер са шећером, док су остали обезбеђивали храну. Краљ је такође водио игру тако што је бирао здравицу, а дворска луда је подстицала људе да сваки пут викну Живели, краљ пије! Ко прећути, добија казну – стављали би му чађ на лице и морао би да се преда. На крају вечери би наизменично прилазили играчима који би им смишљали задатке које су морали да испуне да би повратили своје учешће. Oвом сликом је Јорданс хтео да искаже своју аверзију према алкохолисању. При врху слике је исписан мото Нико није сличнији лудаку од пијанице.
Слика Краљ пије припада барокном стилу.

### Како су стари певали, тако свирају млади
Како су стари певали, тако млади свирају (с. 1638-40) се сматра сродном слици краљ пије. Обе ове слике имају поуку, скоро су идентичних димензија и насликане су сличним стилом. Дело приказује три генерације имућне грађанске породице из Антверпена како седе за столом и музицира. С обзиром на то да је ова тема била популарна међу Јордансовим савременицима и поручиоцима, постоји неколико верзија овог дела. На наведеној слици је старац насликан по лику Адама ван Норта. Ова тема се често јавља у жанр сценама, где су старији и средовечни људи често насликани како свирају и певају, док их деца прате на фрулама. Наслов је заснован на чувеној изреци из дела Јакоба Катса, објављеној 1632, а изрека дословно гласи како стари свирају, тако млади цвркућу, чиме се алудира на појаву да младунци птица имитирају цвркут својих родитеља. Катс, који је био калвиниста, преточио је изреку у лекцију родитељима да пазе на своје поступке, јер њихова деца имитирају старије. Холандска реч цвркутати је приближна речи која описује свирање фруле (piepen-pijpen), али су у неким верзијама деца приказана како пуше луле (pijp). Јорданс овим делом преноси и Катсово виђење, али и поруку да млади увек надмаше родитеље. Сова која је насликана на рамену старице, представља мементо мори, симбол смртности.